# Самарское (Абзелиловский район)
Сама́рское (баш. Һамар) — деревня в Абзелиловском районе Республики Башкортостан России, относится к Таштимеровскому сельсовету.

## Географическое положение
Расстояние до:
- районного центра (Аскарово): 29 км,
- центра сельсовета (Михайловка): 6 км,
- ближайшей железнодорожной станции (Магнитогорск-Пассажирский): 27 км.

## Население
| 1968 | 2002 | 2009 | 2010 |
| ---- | ---- | ---- | ---- |
| 164  | ↗232 | ↘215 | ↘197 |

Согласно переписи 2002 года, преобладающая национальность — башкиры (93 %).

## Достопримечательности
Озеро Суртанды.